# Universidade Técnica de Dortmund
A Universidade Técnica de Dortmund (em alemão:  Technische Universität Dortmund (TU Dortmund)) é uma universidade em Dortmund, a segunda universidade técnica na Renânia do Norte-Vestfália, depois da RWTH Aachen.